# Shiv Dayal Singh
Seth Shiv Dayal Singh nació el 25 de agosto de 1818 en Agra, Uttar Pradesh y falleció el 15 de junio de 1878. Shiv Dayal Singh fue el fundador del movimiento espiritual llamado Radhasoami Satsang y fue el primer gurú o maestro viviente de esta tradición espiritual.
Inició sus estudios como cualquier niño a los 5 años de edad y aprendió hindi, urdú, persa y gurmukhi. También hablaba árabe y sánscrito. Desde chico aprendió a recitar el Adi Granth Sahib, la escritura sagrada de los sijs. Desde su tiempo como estudiante fue elegido para trabajar en el gobierno del Raj Británico como experto en asuntos persas. Como este trabajo le resultaba aburrido, prefirió ser maestro de lengua persa en una escuela de Ballabhagar.  A pesar de que era un trabajo bien pagado, Dayal Singh prefirió renunciar para dedicarse a la búsqueda espiritual. Dayal Singh se casó con Nārāini Devi a quien más tarde llamarían "Radhaji".

## Enseñanzas
Seth Shiv Dayal Singh se refería a Dios como "SatNam" ("El nombre Verdadero"), como la mayoría de los sijs. También lo llamaba "Anami" o "el sin nombre" y urgía a sus discípulos a unirse con Dios a través de la Surat Shabd Yoga.
para la práctica de este yoga es preciso que el discípulo sea iniciado por el gurú en un mantra o Simram. También deberá el discípulo convertirse al vegetarianismo y estar seguro de querere iniciarse en el Sant Mat. A través de la meditación espiritual descrita por los maestros de Sant Mat, el discípulo es capaz, eventualmente de poder escuchar el sonido interno de Dios, también llamado por ellos como "Shabd".
Seth Shiv Dayal Singh también buscaba la unidad entre las principales religiones del mundo, tales como el hinduismo, sijismo, cristianismo e islám.  De hecho, la filosofía de Radha Soami Satsang es principalmente una mezcla de conceptos hindúes y sijs, particularmente de la religión Vaisnava.